# Sátira dos Ofícios

Óstraco da XIX dinastia com fragmento da Sátira dos Ofícios.

A Satira dos oficios, também chamada Instruções de Dua-Queti, é uma obra literária de tipo didático do Antigo Egito,  datada cerca 2400 a.C. Pertence ao gênero Sebayt, e foi escrita pelo escriba Dua-Queti para o seu filho Pepi. Pensa-se que o autor pôde ter sido guiado pelas Instruções de Amenemate.

Descreve um certo número de profissões com uma luz exageradamente negativa, ressaltando as vantagens da do escriba:
| “ | (…) Por outro lado, não há nenhum ofício melhor do que aquele do escriba: ninguém pode dar-lhe ordens porque ele é quem manda. Não há escriba pobre (…); portanto, agradece a teus pais que te encaminharam para os livros. | ” |

É considerada geralmente uma sátira, embora Helck acredite que o texto reflete a verdadeira atitude dos escribas para com trabalhadores manuais.
O texto sobreviveu na íntegra, entretanto extremamente modificado e corrompido, no papiro Sallier II escrito durante a XIX dinastia, que se encontra no Museu Britânico. Uma série de fragmentos também encontram-se no Museu Britânico, no Louvre, na biblioteca Morgana, e em outras instituições.